# 新雪谷町
新雪谷町（日语：／ Niseko chō */?），或譯為二世古町、二世谷町，是位於北海道後志綜合振興局中部的町。坐落於轄區內的羊蹄山位於支笏洞爺國立公園的範圍內，而新雪谷連峰則位於新雪谷積丹小樽海岸國定公園的範圍內。當地作為全年開放的旅遊勝地，夏季提供戶外運動，冬季則提供冬季運動以及室內體驗，吸引日本國內和外國遊客前來。新雪谷町的「滑雪和新雪谷連峰」已被選為北海道遺產。
當地以滑雪場相關的觀光業和農業為主。2014年，新雪谷町被日本政府評為「環境模範城市」。

## 地名演變
新雪谷町在1964年以前原名狩太町（カリブト），但當地旅遊業者認為此名稱的發音「Kaributo」不夠響亮，因此發起改名運動；最後決定使用改為現在的名稱。此名稱是源自町內的火山，這是源自阿伊努語的「nisey-ko-an-nupuri」，意思是有峭壁的山。但並沒有正式的漢字名稱；最初常被使用的漢字包括「二世谷」和「二世古」，後來當地業者為了能表示出當地滑雪產業的特色，也開始使用「新雪谷」的名稱。而後町政府網頁上的中文名稱亦開始使用「新雪谷」，但在台灣與香港的旅遊業現今仍習慣使用「二世谷」或「二世古」，中国大陆则按照相关译写导则音译为“尼赛考”。

## 人口
| 新雪谷町人口分布圖 |                                                 |  |
| 新雪谷町與日本全國年齡別人口分布比較圖 （2005年資料） | 新雪谷町的年齡、男女別人口分布圖 （2005年資料） |  |
| ■紫色是新雪谷町 ■綠色是全国 | ■藍色是男性 ■紅色是女性                         |  |
| 新雪谷町人口變化 \| 1970年 \| 5,725人 \| \| \| 1975年 \| 5,003人 \| \| \| 1980年 \| 4,567人 \| \| \| 1985年 \| 4,593人 \| \| \| 1990年 \| 4,511人 \| \| \| 1995年 \| 4,641人 \| \| \| 2000年 \| 4,553人 \| \| \| 2005年 \| 4,669人 \| \| \| 2010年 \| 4,827人 \| \| \| 2015年 \| 4,958人 \| \| \| 2020年 \| 5,074人 \| \| |                                                 |  |
| 資料來源：日本總務省統計中心提供之人口普查數據 |                                                 |  |
| 1970年 | 5,725人                                         |  |
| 1975年 | 5,003人                                         |  |
| 1980年 | 4,567人                                         |  |
| 1985年 | 4,593人                                         |  |
| 1990年 | 4,511人                                         |  |
| 1995年 | 4,641人                                         |  |
| 2000年 | 4,553人                                         |  |
| 2005年 | 4,669人                                         |  |
| 2010年 | 4,827人                                         |  |
| 2015年 | 4,958人                                         |  |
| 2020年 | 5,074人                                         |  |

## 歷史
- 1895年：開始有和人進入此地開墾。
- 1901年10月16日：狩太村從虻田村分村。
- 1906年4月1日：狩太村成為北海道二級村。
- 1910年：俱知安村（現在的俱知安町）的新雪谷和曾我地區併入狩太村。
- 1925年：辧邊村（現在的豐浦町）的中昆布、柳之澤、桂之澤地區併入狩太村。
- 1950年9月1日：狩太村改制為狩太町。
- 1964年10月：狩太町改名為新雪谷町。

## 交通

### 機場
- 新雪谷直升飛機場

### 鐵路
- 北海道旅客鐵道
  - 函館本線：新雪谷站

### 道路
| 一般國道 - 國道5號 主要地方道 - 北海道道32號豐浦新雪谷線 - 北海道道58號俱知安新雪谷線 - 北海道道66號岩內洞爺線 | 道道 - 北海道道230號三之原新雪谷線 - 北海道道343號蘭越新雪谷俱知安線 - 北海道道791號峠宮田線 - 北海道道792號新雪谷停車場線 - 北海道道914號新富神里線 |

### 客運
- 新雪谷巴士
- 道南巴士
- 北海道中央巴士

## 觀光資源
觀光景點
- 支笏洞爺國立公園
- 二世古積丹小樽海岸國定公園
- 新雪谷溫泉鄉
- 有島記念館

文化遺產

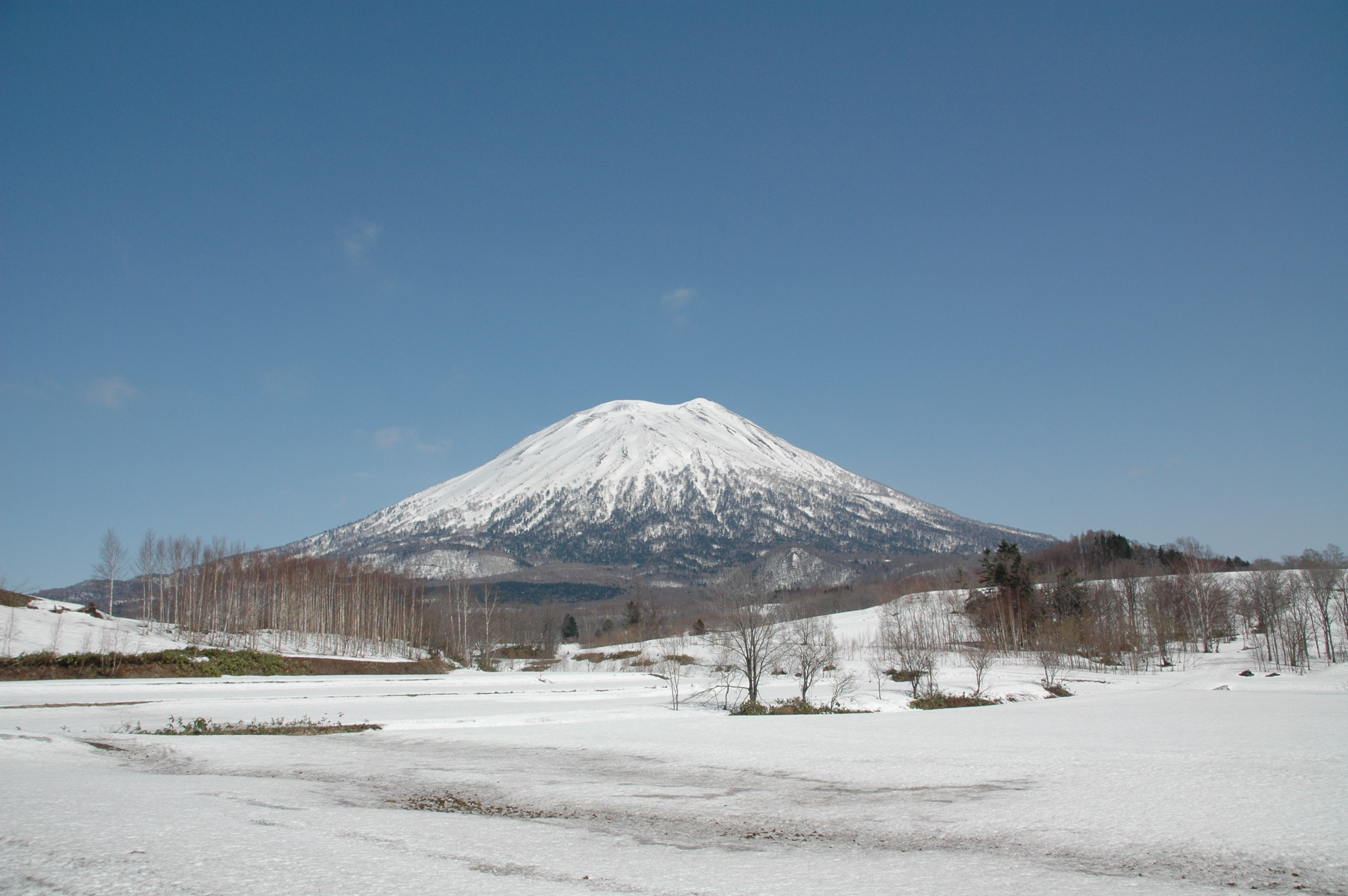
羊蹄山

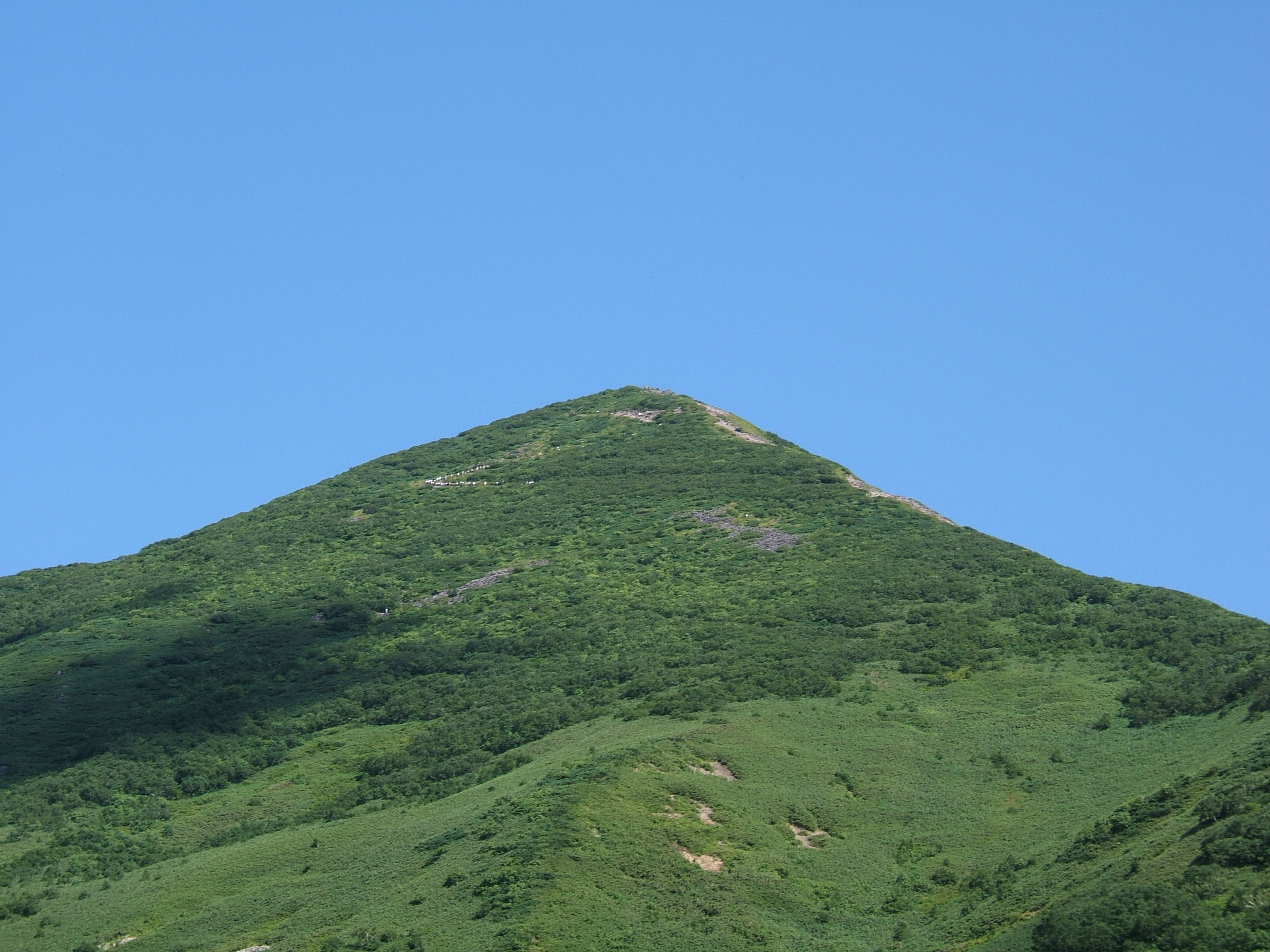
新雪谷連峰

- 後方羊蹄山之高山植物帶（國指定天然記念物）
- 新雪谷赤坂奴（新雪谷町指定無形民俗文化財）

## 教育
高等學校
- 北海道新雪谷高等學校（日语：北海道ニセコ高等学校）

中學校
- 新雪谷町立新雪谷中學校
- 北海道國際學校（日语：北海道インターナショナルスクール）新雪谷校

小學校
- 新雪谷町立新雪谷小學校
- 新雪谷町立近藤小學校
- 北海道國際學校（日语：北海道インターナショナルスクール）新雪谷校

## 姊妹、友好都市

### 日本
- 高島市（滋賀縣）：原與牧野町締結，於2005年1月1日合併為高島市。
- 信州新町（長野縣上水內郡）：締結於1985年5月10日。

## 外部連結
- （日語） 新雪谷町的Facebook專頁
- （日語） 新雪谷町的X（前Twitter）
- （日語）新雪谷觀光協會
- （英文）新雪谷聯合會 （页面存档备份，存于）